# Harry Lubse
Harry Lubse (Eindhoven, 1951. szeptember 23. –) világbajnoki ezüstérmes holland labdarúgó, csatár.

## Pályafutása

### Klubcsapatban
1968 és 1980 között a PSV Eindhoven labdarúgója volt, ahol három bajnoki címet és két holland kupa győzelmet ért el a csapattal. Tagja volt az 1977–78-as UEFA-kupa győztes együttesnek. 1980-ban a belga Beerschot, 1981 és 1984 között a Helmond Sport, 1984–85-ben a Vitesse játékosa volt. 1985-ben fejezte be az aktív labdarúgást.

### A válogatottban
1975-ben egy alkalommal szerepelt a holland válogatottban és egy gólt szerzett. Tagja volt az 1978-as világbajnoki ezüstérmes csapatnak, de pályára nem lépett a tornán.

## Sikerei, díjai
Hollandia
- Világbajnokság
  - ezüstérmes: 1978, Argentína

 PSV Eindhoven
- Holland bajnokság
  - bajnok: 1974–75, 1975–76, 1977–78
- Holland kupa (KNVB beker)
  - győztes: 1974, 1976
- UEFA-kupa
  - győztes: 1977–78

## Statisztika

### Mérkőzése a holland válogatottban
| Hollandia | Hollandia           | Hollandia                | Hollandia | Hollandia | Hollandia  | Hollandia    | Hollandia | Hollandia |
| #         | Dátum               | Helyszín                 | Hazai     | Eredmény  | Vendég     | Kiírás       | Gólok     | Esemény   |
| --------- | ------------------- | ------------------------ | --------- | --------- | ---------- | ------------ | --------- | --------- |
| 1.        | 1975. szeptember 3. | Nijmegen, Goffertstadion | Hollandia | 4 – 1     | Finnország | Eb-selejtező | 1         | 48'       |
|           | Összesen            |                          |           | 1         | mérkőzés   |              | 1         | gól       |